# The Baker Street file
The Baker Street file är en bok som skrevs av Michael Cox, när han producerade tv-serien om Sherlock Holmes för Granada Television. The Baker Street file är ett kompendium som innehåller faktauppgifter om Sherlock Holmes och Dr Watson, och skrevs för att scenografer, skådespelare, manusförfattare, tekniker med flera i inspelningarna skulle bli insatta i Holmes och Watsons vanor, klädsel, åsikter med mera. Originalversionen var ett häfte som delades ut i några hundra exemplar till alla inblandade i inspelningarna. Häftet omarbetades senare till en bok, med kommentarer och förord av Michael Cox.
Michael Cox har i The Baker Street file samlat in samtliga faktauppgifter från alla noveller och romaner som Sir Arthur Conan Doyle skrev om Sherlock Holmes, och sorterat in all fakta i avdelningar.
Boken är utgiven av Calabash Press.